# أحمد الطاهر
أحمد الطاهر (-1951) أول قاضي شرعي سوداني
عين قاضياً عام 1909م وترقى الي مفتش المحاكم الشرعية عام 1941 م ثم مفتشا عام 1943م وعين قاضياً للقضاة عام 1947م كأول قاضى قضاة سوداني وبقي في منصبه حتى وفاته لرحمة مولاه عام 1951.

## نشأته
ينتمي الشيخ إلى قبيلة المجانين العربية في شمال كردفان وبدأ حياته الدراسية منذ طفولته بالخلوة لدراسة القرآن الكريم وحفظه وتجويده، وقد حفظ القرآن الكريم بالمسيد الملحق بالمسجد الذي أنشأه الفكي أحمد ود أم مريوم قبل الثورة المهدية خلال فترة السلطنة الزرقاء.وقد تتلمذ الشيخ  على يد والده الذي كان يدرس القرآن الكريم بمسجد جده الفكي (عبد الله)، وقد أظهر شغفا للمعرفة وحب العلم وإرادة قوية في التعليم، ثم أنتقل للدراسة بقرية المسعودية حيث التحق بالمسجد لدراسة القرآن الكريم والعلوم الإسلامية الدينية والشرعية، للاستزادة من هذه العلوم، وهذ المسجد وهو فرع عن مسجد جزيرة كترانج بشرق النيل، وقد درس فيه مختصر خليل بن اسحق ورسالة ابن أبى يزيد القيرواني، وموطأ الإمام مالك، ثم واصل دراسته والتحق بالمعهد العلمي بأم درمان عندما كان بالجامع الكبير.

## تعليمه
برز الشيخ  في علوم اللغة العربية والشرعية وتفسير
القرآن الكريم، وواصل دراسته لمدة (12) عاماً حتى نال الشهادة العالمية
بعد اجتيازه للامتحانات التي كانت تعقد للطلاب المتقدمين.
وقد بدأ حياته العملية فور تخرجه بالقضاء الشرعي. وقد كان - عند مجئ
الحكم الإنجليزي للسودان فكر الإنجليز في الاستعانة ببعض قضاة
المهدية والعلماء خريجي معهد أم درمان العلمي والذين تلقوا العلم
بالأزهر الشريف (الأزهريين) ليعملوا في سلك القضاء الشرعيين، وعلى
سبيل المثال فقد عُيِّن الشيخ محمد عمر البنا، الذي اشتهرت أسرته
بالعلم والدين والفن وكتابة الشعر، وقد كان الفن لدى الأسرة أحد الملامح
المميزة والأساسية للأسرة، وصلة الأسرة بالفنون صلة قديمة بدأت
بالأسلاف وامتدت إلى الاحفاد، وهو من مواليد رفاعة (1847 – 1919م)،
ومن العلماء الذين درسوا بالأزهر الشريف، وعمل قاضياً شرعياً، وتمت
ترقيته فيما بعد مفتشاً للمحاكم الشرعية إبان فترة الحكم الثنائي، وقد
كان من حفظة القرآن الكريم حفظاً وتجويداً، وشاعراً كبيراً وهو أحد الأدباء
البارزين، وله إسهامات في مجال تاريخ الأدب السوداني، وكان مناضلاً
وطنياً وهو شاعر الإمام (المهدي) وقد كان من المقربين له، والخليفة
عبد الله التعايشي الذي عمل مستشاراً له. وهو من علماء المهدية
وشعرائها الأفذاذ وله قصيدة مشهورة قال فيها:
الحرب صبر واللقاء ثبات والموت في شأن الإله حياة

## عمله
التحق الشيخ  بسلك القضاء (قاضياً شرعياً) وتنقل بين
مدن السودان المختلفة منها: مدينة بربر، مدينة الأبيض، مدينة كوستي،
مدينة الدويم، ومدينة القطينة، وغيرها من مدن السودان المختلفة، وقد
تم تعيينه مفتياً شرعياً للسودان، ثم عُيِّن أول قاضي قضاة شرعي في تاريخ السودان